# 星のカービィシリーズの登場キャラクター一覧
星のカービィシリーズの登場キャラクター一覧（ほしのカービィシリーズのとうじょうキャラクターいちらん）では、任天堂のコンピュータゲーム『星のカービィシリーズ』に登場するキャラクターについて説明する。

## 主要キャラクター
カービィ
声 - 大本眞基子
本作の主人公。ピンクの丸い身体をもつプププランドの若者。
デデデ大王
声 - 桜井政博（『64』、『大乱闘スマッシュブラザーズシリーズ』）→熊崎信也（『ウルトラスーパーデラックス』以降）、緒方賢一（アニメ）
プププランドの「自称」大王。わがままな性格をしており、国中の食べ物を盗むなどの悪事を行うが悪事を行ってばかりではなく、時にはカービィの仲間になることもある。
初代『星のカービィ』のラストボス。『鏡の大迷宮』を除き、星のカービィシリーズのすべてに何らかの形で登場している。多くの作品では大ボスとして、『64』ではカービィの仲間として登場する。『星のカービィWii』ではプレイヤーキャラクターとして登場。『タッチ!カービィ スーパーレインボー』では鑑賞用フィギュアの一つとしてメタナイトやコックカワサキとともに登場。
メタナイト
声 - 私市淳（アニメ、『大乱闘スマッシュブラザーズシリーズ』）
仮面を付けた騎士。デデデ大王と同じくカービィの宿敵である。「メタナイツ」という軍団を率いている。味方として登場することが多く、時にはプププランドの平和を守ることもあるが、基本的にはカービィの敵である。『夢の泉の物語』および『夢の泉デラックス』では本来デデデ大王の部下に渡されるはずのスターロッドを預かっていたが、厳密にはメタナイトはデデデ大王の仲間ではない。
『星のカービィ 夢の泉の物語』の大ボス。その後の作品でも大ボスとして登場している。騎士道精神をもちあわせており、カービィに剣を渡してから戦いを挑む。負けたあとに仮面が割れて、一瞬だけ素顔を見せる。その後の作品にはすべてに何らかの形で登場している。

### 本編作品に登場する主要キャラクター
カービィの仲間たち
『星のカービィ2』『3』『64』において、カービィをサポートするキャラクター。作品によってキャラクターが異なる。
主な仲間は、リック、クー、カイン。他には、グーイ、チャオ、ナゴ、チュチュ、ピッチ、ビビッティアリボン、アドレーヌ、ワドルディ、デデデ大王、メタナイトがいる。
カービィの仲間の身内
『3』に登場する、カービィの仲間の関係者。リックの彼女のピック、カインの奥さんのマイン、ナゴの彼女のシロ、チュチュの友達のニュプン、ピッチの母親のピッチママがいる。クーのみ、仲間キャラがいない。
ドロッチェ団
『参上!ドロッチェ団』、『あつめて!カービィ』に登場する、お宝を求めて宇宙を渡り歩くネズミの盗賊団。
構成員は団長のドロッチェ、スピード自慢のスピン、パワー自慢のストロン、発明家のドク、下っ端のチューリンとなっている。
『ドロッチェ団』ではお宝を巡ってカービィと戦うが、最終的に和解する。『あつめて』では飛行船に乗り、ゲームのヒントなどを教えてカービィのサポートをしてくれる。
ロボボアーマー
『ロボボプラネット』に登場。ハルトマンワークスカンパニーのインベードアーマーからカービィの持つ無限の力により変化したロボット。

### 番外作品に登場する主要キャラクター
星くん
『きらきらきっず』に登場。
フラッフ
声 - 中村知子
『毛糸のカービィ』に登場した毛糸の国の王子。アミーボ・アモーレによってバラバラになった毛糸の国を元に戻すべく旅をしていたところでカービィに危機を救われ一緒に旅をすることになる。
エリーヌ
『スーパーレインボー』に登場した妖精。クレイシアの元パートナー。2015年現在は妖精キャラではリボンや天空の民などより後に登場している。

## 敵キャラクター
初登場した作品順に、以下のキャラクターに絞って説明する。
- アニメや漫画などの翻案作品にも登場したキャラクター
- 作品によってはカービィを助けるキャラクター
- 個別記事の存在するキャラクター
- 二次資料を用いて評価・反響が記述されたキャラクター

ワドルディ
『星のカービィ』で初登場。スカキャラで最もポピュラーな敵キャラクター。体型はカービィと同じで丸く、体色が赤で顔部分が肌色と足がオレンジ色。普通はスカだが、このキャラクターがパラソルを持っているときに吸い込めば「パラソル」の能力をコピーできる。
序盤に登場し、歩き回るだけというシンプルな動きから、作品においてはゲームの基本をプレイヤーに教える位置づけにある。
作品によっては身体的特徴が異なる個体が登場する。また、ロープにぶら下がってカービィに襲い掛かる「ブラブラワドルディ」といった派生キャラクターが多く存在する。『64』と『Wii』では仲間になる。
アニメ『星のカービィ』ではデデデ城の衛兵として登場。ただ、槍を持ってはいるが戦闘で活躍するシーンは少なく、むしろ掃除など使用人としての仕事が目立つ。
総じてモブキャラの代表として敵味方関係ない上記の主要キャラとしても扱われることが多く、25周年企画のTwitterイラストではレポーターを務める。
ニュースサイト「ふたまん」による敵キャラ人気投票では1位にランクインした。
バンダナワドルディ
声 - 齋藤彩夏（『バトルデラックス』必勝法映像）
『星のカービィ ウルトラスーパーデラックス』の「大王の逆襲」に登場。デデデ大王が戦いの準備をするための時間稼ぎとして投入された。通常のワドルディとの外見上の違いは額の青いバンダナの有無のみだが、体力が大幅に強化されている。しかし、攻撃方法が体当たりのみな上に吸い込みで一発KOと他の中ボスと比べてかなり弱い。また、同作の中ボスの中で唯一、倒した際に画面が点滅する大ボスと同じ演出がある。「格闘王への道」でも登場する。なお、マスクドデデデとの戦いの際は客席で見学している。
『星のカービィWii』では、シリーズの定番キャラクターであるワドルディの代表格ということでプレイアブルキャラクターとして登場する。以降の作品においてもカービィの協力者として登場している。
漫画『星のカービィ プププヒーロー』ではメタナイトの弟子として登場する。
角川つばさ文庫の児童向け作品群ではカービィの親友として登場する。
ワドルドゥ
声 - 神崎ちろ→小松里歌→水谷優子（アニメ）
『星のカービィ』で初登場。ビームの能力をもつ一つ目の敵キャラクター。体格や体色はワドルディとほぼ同じだが、頭に毛が3本（『スーパーデラックス』以降は2本）生えている。基本的に「ビーム」をコピーできるが、ワドルディ同様パラソルを持っている場合は「パラソル」をコピーできる。
アニメ『星のカービィ』では城の衛兵であるワドルディたちの隊長として登場する。ワドルディの言葉を理解できる唯一の人物で、槍ではなく短剣を装備している。
キャピィ
『星のカービィ』で初登場。『星のカービィ3』『星のカービィ ウルトラスーパーデラックス』ではキャピー。
埴輪のような体型で、足はないが体をくねくね動かしながら歩く。たまにキノコの傘を上に飛ばしたりする。ゲームではワドルディに並ぶくらい弱く、カービィが吸い込んでも何の能力も得ない「スカキャラ」である。中には外見がキノコのようなものもあり、これを吸い込みで倒すには、2回吸わなければならない（1回目はキノコの傘部分を吸い込み、2回目で本体部分を吸い込む）が、初代『星のカービィ』では一部キノコの状態でも1回で吸い込めるものもいる。ワドルディと違って武器を使うものはいない。
アニメ『星のカービィ』では、ププビレッジの住人のほとんどが「キャピィ族」で、さまざまな姿のキャピィが住んでいる。ゲームよりも身長が高く設定されており、服を着ているものが多い（着ていないものも一部いる）。アニメでのキャピィに関しては、アニメ版星のカービィの登場キャラクターを参照。
スカーフィ
『星のカービィ』で初登場。体型は丸く、小さな耳が付いていて、体色はオレンジ色（『3』ではピンク）である。宙に浮いている。普段は穏やかな笑顔であるが、吸い込もうとすると一つ目になり、鬼のような形相で怒り襲いかかってくるが、最終的には自爆する。一部のものは一発で倒せなかったり、背を見せるだけで襲ってくる。
『スーパーデラックス』『ウルトラスーパーデラックス』には高速で突進してくるもの、『3』には近づくと追いかけてくるものがいる。亜種としてハンタースカーフィが存在する。
基本的に吸い込めないが、『スーパーデラックス』『ウルトラスーパーデラックス』では「コピー」という能力を使って「クラッシュ」のコピー能力が得られる。また、特殊な方法で吸い込むことによって、「クラッシュ」をコピーすることもできる。『3』ではリック及びチュチュとの合体時やグーイであれば食べることができる他、『スターアライズ』ではフレンズハートを当てるとランダムでコピー能力が得られる。
一般のシリーズファンからは怖い敵として認知されており、曽山一寿も2024年10月22日にX(旧・Twitter)にスカーフィのイラストを投稿した際に「カービィのコイツが怖いんスよ…」と言及している。一方、「ふたまん+」による人気投票では3位にランクインしており、可愛さについて言及する声もあった。
シャッツォ
『星のカービィ』で初登場。ラテン文字表記は「Shotzo」。外見が大砲で、砲弾を発射して攻撃する。敵キャラクターというよりは障害物の一種といえる。攻撃パターンは、遅めの弾を撃ってくるが砲塔を回転させることでカービィを狙ってきたり、砲塔は動かないが高速の弾を3連続で撃ったりするのが主。
基本的に無敵だが、ブロックを壊したり仕掛けを作動することで下へ落としたり、穴へはまらせたりすることで攻撃を回避することができる。コピー「マイク」で倒すことが可能。また『星のカービィ』のみだが、無敵状態であたり続けることで倒すことも可能。他に『参上! ドロッチェ団』では「マジック」のコピー能力でアイテムに変化させることが可能。
派生型として強化版のブラッチー、移動可能のモトシャッツォ、壁に付いているカベシャッツォ、パラソルにぶら下がったパラソルシャッツォ、火炎放射を浴びせるフレイムシャッツォ、大型のギガッツォなどが存在する。ほとんどのシャッツォの亜種は無敵だが、モトシャッツォは例外的に無敵ではないため倒すことができる。
ニュースサイト「インサイド」のすししは、基本的に倒せないうえ、強力な砲弾を撃ってくるという恐ろしさからプレイヤーキャラクターの印象に残りやすいが、足場を崩されて落された時は少し気の毒だと述べている。
ゴルドー
『星のカービィ』で初登場。ウニのような外見の敵キャラクターで、倒せない。こちらも敵キャラクターというより障害物の一種といえる。その場に停止していたり一定空間を移動したりするがゴルドー自身は攻撃しない。他にブレドーという亜種がおり、そちらも無敵。
他の任天堂ゲームにゲスト出演したこともある。
ポピーブラザーズJr.
『星のカービィ』で初登場。ピエロの格好をした敵キャラクター。場所によってさまざまな種類がいる。武器を何も持っていない場合はスカキャラ、爆弾で攻撃する場合は「ボム」、ブーメランを飛ばして攻撃する場合は「カッター」をコピーできる。『スーパーデラックス』では「ボム」のヘルパーとしても登場し、以降の作品では「ボム」をコピーできる敵キャラクターとして登場している。
リンゴに乗ったタイプも登場するが、乗っていたリンゴを食べても回復はできない。マキシムトマトに乗っている者もおり、ポピーブロスJr.だけを始末すればトマトを入手できる。マキシムトマトは彼の乗っている間のみ触れるとダメージを受けるが、リンゴはどのような場合でも触れるとダメージを受けてしまう。
「ポピーブロスJr.」とも呼称されることもあり、『ウルトラスーパーデラックス』以降の書籍ではこの呼称が使われている（これはポピーブロスSr.も同様である）。
カブー
声 - 飛田展男（アニメ）
『星のカービィ』で初登場。モアイのような顔の敵キャラクター。スカキャラ。行動方法は、滑って体当たりする、飛び跳ねる、ワープ（テレポーテーション）して攻撃するなど。自爆することもある。
カブーの亜種として、『カービィのピンボール』ではカブーよりサイズが一回り大きいビッグカブーが、『3』『コロコロカービィ』『トリプルデラックス』ではカブーの巨大版であるデカブーが登場する。
ポピーブロスSr.
『星のカービィ』で初登場。独特のステップで動くピエロのような外見をしている。ポピーブロスJr.の長兄にあたる。Jr.とは異なり、こちらは爆弾を投げる種類しか存在しない。爆弾を投げるだけでなく、時折体当たりをしてくることがある。爆弾の投げ方や体当たりの軌道は作品によって異なり、『スーパーデラックス』のものが3つ同時に爆弾を投げたりするなど最も強い。
『夢の泉の物語』『夢の泉デラックス』では「クラッシュ」、『スーパーデラックス』『ウルトラスーパーデラックス』では「ボム」をコピーできる。
ウィスピーウッズ
声 - 細井治（アニメ）
『星のカービィ』で初登場した大木。カービィシリーズではお馴染みのボスキャラクター。ほとんどの作品に、序盤で登場。
『スーパーデラックス』『ウルトラスーパーデラックス』ではツインウッズという亜種も登場する。
ロロロ&ラララ
声 - 神崎ちろ（ロロロ：アニメ）、秋田まどか（ラララ：アニメ）
『星のカービィ』『スーパーデラックス』『ウルトラスーパーデラックス』「すいこみ大作戦」に登場する仲良し2人組。体の色が青いほうが男でロロロ、赤い体に黄色いリボンを付けているほうが女でラララである。『エッガーランド』のロロとララが元である。『ウルトラスーパーデラックス』の「大王の逆襲」および「すいこみ大作戦」に登場するリベンジ版では、ロロロが濃い紫色になり、ラララはオレンジ色の体に赤いリボンへと変わる。
クラッコ
『星のカービィ』で初登場した一つ目の雷雲。ウィスピーウッズ同様、シリーズお馴染みのボスキャラクター。ほとんどの作品に登場する。
『星のカービィ 参上! ドロッチェ団』ではドロッチェ団のドクが操るロボット「メカクラッコ」が登場する。
チリー
声 - 水谷優子（アニメ）
『星のカービィ 夢の泉の物語』で初登場。雪だるまの姿をしている敵キャラクター。太い眉毛が特徴的。自分の周りに冷気を出す。『スーパーデラックス』では氷柱で攻撃することもある。
登場当初は「フリーズ」をコピーできる敵だったが、後に「アイス」をコピーできる場合が多くなる。
『スターアライズ』ではプレイアブルキャラクターとして登場。
漫画『星のカービィ プププヒーロー』ではカービィの友人として登場しており、よくカービィに振り回される。
ロッキー
『星のカービィ 夢の泉の物語』で初登場。石の姿をした敵キャラクター。ジャンプして上からのしかかってくる。「ストーン」をコピーできる。一部作品では鉢巻を付けている。耐久力が他の敵より高め。
『スターアライズ』ではプレイアブルキャラクターとして登場する。
ソードナイト
声 - 時田光（アニメ）
『星のカービィ 夢の泉の物語』で初登場。青の鎧を着た剣で攻撃してくる敵キャラクター。「ソード」をコピーできる。
『ウルトラスーパーデラックス』の「メタナイトでゴーDX」では、メタナイトのヘルパーを務める。「ヘルパーマスターへの道」では、通常のソードの技に加えて上突きも使うことができる。実力は同類のキャラクターであるブレイドナイトと同等だが、「大王の逆襲」ではブレイドナイトの上位キャラクターとして登場。
ブレイドナイト
声 - 春林→神崎ちろ（アニメ）
『星のカービィ 夢の泉の物語』で初登場。緑の鎧を着た剣で攻撃してくる敵キャラクター。「ソード」をコピーできる。初期の公式絵では頭に2本の触角があった。
『スーパーデラックス』ではヘルパーを務める。さらに、『ウルトラスーパーデラックス』の「メタナイトでゴーDX」でも、ソードナイトと同様にメタナイトのヘルパーを務める。
登場当初は「ブレードナイト」という名前だったが、アニメ版以降、現在の「ブレイドナイト」という名前になった。
ノディ
『星のカービィ 夢の泉の物語』で初登場。ナイトキャップのようなものをかぶっている敵キャラクター。寝ていることが多い。吸い込むと「スリープ」をコピーしてしまう。
漫画などでは「ノディー」とよばれることもある。
バグジー
声 - 長嶝高士（アニメ）
『星のカービィ 夢の泉の物語』で初登場。巨大なクワガタの姿をした敵キャラクター。大きなハサミにつかまるとプロレス技で攻撃される。また、小さなテントウムシのような敵2匹をけしかけてくる。『夢の泉の物語』『夢の泉デラックス』では「バックドロップ」、『スーパーデラックス』『ウルトラスーパーデラックス』『スターアライズ』では「スープレックス」がコピーできる。
『スターアライズ』ではプレイアブルキャラクターとして登場する。
ボンカース
声 - 飛田展男（アニメ）
『星のカービィ 夢の泉の物語』で初登場。ゴリラのような姿をした大男で、ハンマーを振り下ろして攻撃するほか、爆発するココナッツを投げてくることがある。「ハンマー」をコピーできる。
青色と赤色が存在し、『Wii』以降は強化版が赤色になっている。
『星のカービィ Wii』では新たにハンマー能力と同じジャイアントスイング、鬼殺し火炎ハンマーを習得した。また、同作ではデデデ大王がカービィに協力するため、動ルーチンもカービィに近づいてからハンマー攻撃、直接カービィ目がけて大ジャンプで踏み潰すなど、従来のデデデ大王を踏襲した内容になっている。
Mr.フロスティ
『星のカービィ 夢の泉の物語』で初登場。オーバーオールのようなつなぎを着ているアザラシの姿の敵キャラクター。尻を振った後に氷を投げたり突進攻撃をしてくる。作品によって「アイス」か「フリーズ」をコピーできる。中ボスの中ではシリーズを通して最も登場回数が多い。『2』『トリプルデラックス』では突進中にアイスブレスを吐き散らす個体も登場する。「ロボボプラネット」の「みんなで!カービィハンターズ」ではクエスト2のボスとして「氷の獣」の二つ名で登場。
ナイトメアーズパワーオーブ（ナイトメアパワーオーブ） / ナイトメアウィザード
声 - 銀河万丈（アニメ）、江川央生（『大乱闘スマッシュブラザーズシリーズ』）
『星のカービィ 夢の泉の物語』『星のカービィ 夢の泉デラックス』のラストボス。夢の泉に現れた「悪夢」である。デデデ大王がスターロッドを夢の泉から持ち出したのは、彼に原因がある。
最初は球体状のナイトメアーズパワーオーブ（リメイク版である『夢の泉デラックス』ではナイトメアパワーオーブ）として登場する。この第1段階の姿を倒すと、第2段階である人型の姿ナイトメアウィザードに変化する。どちらもスターロッドの力で倒す。
『大乱闘スマッシュブラザーズ for Nintendo 3DS / Wii U』では、アシストフィギュアとして登場。ステージを暗闇にする効果を出す。
テレビアニメ版『星のカービィ』におけるナイトメアについては、アニメ版星のカービィの登場キャラクター#悪役を参照。
バウンシー
『星のカービィ2』で初登場。カービィのコピー能力「U.F.O.」のような体とコイルばね状の足が付いた姿をしており、後頭部には大きな赤いリボンをしている敵キャラクター。公式において正式な性別は発表されていない。亜種にはシスターバウンドやハルカンバウンシーなどが存在する。
初登場となる『2』のみ、同じ容姿でリボンが小さく前頭部に2本の毛が生えたバウンシータイという名前で登場している。こちらは主に3回連続で跳ねた後に続けてこちらへと跳ねてくるか、その場で一旦3度踏み込んでから向かってくる。ステージによっては後方から高速で突撃してくるものいる。
『ブロック』では倒すとチェンジャーが手に入る。こちらでは『2』と同じ容姿だが以降のバウンシーという名前で登場している。
『3』では現在のような大きな赤いリボン姿をし、跳ねるときにリボンの舞う様子が加わった。こちらでは常に一定の速度と距離で跳ね続けるだけで、登場ステージはレベル1や5を除けば中盤か終盤にまとまって登場するのみと少ない。
『64』では「デカバウンシー」として3倍位の大きさの者がルームガーダーとして登場する。こちらでは同じ場所で跳ねているほか、跳ねるたびに方向転換をしたり、3度一定の間隔で跳ねた後に往復する者がいる。
『タッチ』では『64』と同じ行動を取るが、ステージによっては跳躍力や飛距離の高い者もいる。また、ミニゲームである「ブロックアタック」ではブロックを消してもその場で跳ね続け、カービィのいる方へ向きを変える。『スーパーレインボー』でも引き続き登場する。
『あつめて』ではミニゲームの「ピンボール」にのみ登場し、画面左端に3体並んでいるのみである。
『トリプルデラックス』では『サブゲームである「大王のデデデでデン」やスピンオフ作品『デデデ大王のデデデでデンZ』に登場する。跳躍力が極端に高く、かつ機械的な動きをしていて、プレイヤーであるデデデ大王のステージの進行を妨げている。
『ロボボプラネット』ではサブゲームの『カービィの3Dチャレンジ』にのみ登場する。
「ふたまん+」による人気投票では7位にランクインしており、投票者からはかわいらしい見た目について言及する声があった。
漫画では主にカービィたちと同じくらいの女の子として登場し、多方面でさまざまな活躍をしている。
アイスドラゴン
『星のカービィ2』に登場するドラゴン。ぽっちゃりとした体型で短い尻尾がチャームポイント。氷塊を蹴り飛ばしてきたり、つららを落としてくるほか、アイスブレスを放射してくる。尻尾を回転させての飛行が可能。攻撃すると一瞬だが涙目になる。
『星のカービィ3』では、ボスのアドが描く敵の一つとして登場する。
『64』では操られたアドレーヌに召喚されて登場。
ダークマター/リアルダークマター
『星のカービィ2』のラストボス。「虹の島々」から虹を奪い、人々を苦しめようとした悪者。一つ目。普段は剣士のような格好だが、倒されるとリアルダークマターという真っ黒な球体にひれのような突起物と目玉を付けた形態になる。ダークマターといえば普通はリアルダークマターのことを指す。
『3』にも登場するが球体形態のみで剣士形態は登場せず、リアルダークマターともよばれない。
バーニンレオ
『星のカービィ スーパーデラックス』で初登場。炎のような髪型の敵キャラクター。攻撃方法は『夢の泉の物語』のホットヘッドと同じ。「ファイア」をコピーできる。
『スターアライズ』ではプレイアブルキャラクターとして登場。
ナックルジョー
声 - 高山みなみ（アニメ、『大乱闘スマッシュブラザーズシリーズ』）
『星のカービィ スーパーデラックス』で初登場。格闘家の少年の姿をした敵キャラクター。バルカンジャブといったあらゆる格闘技を駆使する。「ファイター」をコピーできる。
タック
『星のカービィ スーパーデラックス』で初登場。ラテン文字表記は「T.A.C.」。ほおかぶりに唐草模様の袋を背負った、日本の典型的な泥棒像のような姿をしている。
タックの攻撃を受けてもダメージはないが、その代わりにカービィの能力を奪ったり、ヘルパーをさらい逃亡してしまう。能力を取り戻したりヘルパーを救出するには、画面外に逃げ切られる前に倒すしかない。「コピー」の能力をコピーできる。
『カービィのエアライド』でも登場。
「インサイド」のすししは、『スーパーデラックス』におけるヘルパーとしてのタックの強力さについて述べており、『ウルトラスーパーデラックス』で弱体化されたとはいえ十分に強かったと述べている。
コックカワサキ
声 - 飛田展男（アニメ）
『スーパーデラックス』で初登場。名前のとおりコックの格好をした敵キャラクター。皿を投げたりおたまを伸ばしてカービィを料理しようとする。「コック」をコピーできる。『3』ではミニゲームの出題者として登場している。
漫画やアニメなどのメディア作品に数多く登場している。「ふたまん+」の人気投票では9位にランクインしており、テレビアニメ版でのキャラクター性を好みの理由として挙げる者もいた。
戦艦ハルバード
2連主砲
『星のカービィ スーパーデラックス』に登場する戦艦ハルバードの主力兵器。文字どおり2門の砲台からなる。
「毛糸のカービィ」では戦艦ハルバードステージの中ボスとして登場。スターシップでのシューティング形式で戦う。
ヘビーロブスター
『星のカービィ スーパーデラックス』に登場するメタナイト軍団のロボット。
リアクター
『星のカービィ スーパーデラックス』に登場する戦艦ハルバードの心臓部。コアはほとんどの攻撃を受け付けないが全く行動せず、攻撃は周囲の防衛システムが行う。
「毛糸のカービィ」では戦艦ハルバードステージの中ボスとして登場。スターシップでのシューティング形式で戦う。

マルク（MARX）
『星のカービィ スーパーデラックス』のゲームモード「銀河にねがいを」のラストボスであり、『スーパーデラックス』全体における実質的なラストボスである。ポップスターの魔法使い。
太陽と月の喧嘩を鎮められずにいるカービィのところにふと現れ、どんな望みもかなえてくれるという「大彗星ギャラクティック・ノヴァ」にお願いすることを提案する。実は太陽と月の喧嘩を起こした張本人であり、ポップスターを自分のものにしようとした。カービィを利用して、7つの星を集めてノヴァを出現させたカービィが願いをかなえる直前で割り込む形で乱入し、自分の願いをノヴァに伝えてしまう。
普段の姿は玉乗りをしている魔法使いで、変身後の姿は口が無気味に広がり翼を広げ体が大きくなる。一人称は「ボク」であり、語尾は「 - なのサ」。正体を現した後は不敵もしくは気味の悪い笑い声を発するようになる。公式イラストには帽子に柄があるが、ゲーム中では省かれている。
カービィの協力者に見せかけた黒幕という展開は当時のプレイヤーに衝撃を与えた。
『星のカービィ スターアライズ』ではプレイヤーが操作可能なドリームフレンズの一体として登場した。
『大乱闘スマッシュブラザーズ SPECIAL』ではボスとして登場。新たな技が追加されている他、原作よりも意図的にホラーテイストかつグロテスクな描写がなされている。当初開発中のものはこれよりもグロテスクな描写だったが、年齢審査の年齢対象制限に抵触したため、製品版の描写に落ち着いた。
アポロ
『星のカービィ3』で初登場。木や柱の周りをくるくる回っている敵キャラクター。ピンクと青が存在する。ピンクのアポロを飲み込むと体力が回復するが、青い方は飲み込んでも体力が回復しない。
「インサイド」のすししは、ピンクのアポロは同名の菓子と見た目が似ているので、きっとおいしいのだろう語っている。
ガボン
『星のカービィ3』で初登場。ドクロをかぶった敵キャラクター。遠くから骨を投げて攻撃してくるが、吸い込もうとするとドクロだけ取れて本体は逃げ出す。スカキャラ。
漫画にも登場する。
コモ
『星のカービィ3』で初登場。クモ（見た目はハエトリグモに近い）の姿をした敵キャラクター。お尻から伸ばす糸で天井からぶら下がり、カービィが近づくと急降下してきたり、中には口から蜘蛛の糸を放って攻撃する個体も存在する。
『タッチ!カービィ』以降の作品では蜘蛛の糸で攻撃してこない。
ほとんどの登場作品ではコピーができないスカキャラだったが、『スターアライズ』では「スパイダー」をコピーすることができ、「スパイダー」のフレンズヘルパーも務める（その際普段の6本の足とは別に歩行用として新たに足が追加される）。
ゼロ
『星のカービィ3』のラストボス。ダークマターの親玉。一度カービィに撃退されたダークマターと共にポップスターを侵略しにきた。真っ白な球体に真っ赤な瞳というシンプルかつ不気味な姿をも持つ。倒されると目玉だけの第2形態に変化する。体全体にダメージを与えられる代わりに体力が多く（攻撃を100発以上当てなければ倒せない）、それがグーイと一緒に戦っている場合ならさらに多くなる。目玉が飛び出る際に血のような赤い液体が大量に噴き出す。
ファンファン
声 - 水谷優子（アニメ）
『夢の泉デラックス』でローリングタートルの差し替えで登場した象。リンゴを投げつけたり、鼻でカービィをつかんで投げ飛ばす。攻撃手段は少ないが、同作の6-1、7-2裏ルート、および『ウルトラスーパーデラックス』の「大王の逆襲」の最終ステージに登場するファンファンは、通常の個体と比べて攻撃間隔の最短時間が短い。
『夢の泉デラックス』と『鏡の大迷宮』では「スロウ」を、『ウルトラスーパーデラックス』の「大王の逆襲」では「スープレックス」をコピーできる。
マスターハンド
『星のカービィ 鏡の大迷宮』において、大乱闘スマッシュブラザーズシリーズからゲストキャラクターとして登場する。白い手袋の姿をしており、拳を床にたたきつけたり指から炎の弾を撃って攻撃してくる。「スマブラ」をコピーできる。拳を床にたたきつけた時に出る星を吸い込むと「ストーン」、指先から発射する弾を飲み込むと「バーニング」をコピーできる。同作のエリア9では相方のクレイジーハンドと共にボスとして登場。
マスターハンド&クレイジーハンド
『星のカービィ 鏡の大迷宮』に登場する巨大な手。『大乱闘スマッシュブラザーズシリーズ』からのゲストキャラクター。
ダークメタナイト
『星のカービィ 鏡の大迷宮』に登場する。メタナイトの心にあった僅かな闇の心が、鏡の国で実体化したもの。なお、『鏡の大迷宮』では、メタナイトは善側のキャラクターである。
「トリプルデラックス」では「デデデでゴー!」の最終ボスとして、「ダークメタナイト リベンジ」として登場する。鏡に封印されていた積年の恨みを晴らすべく、居合わせたデデデ大王に襲いかかる。
漫画『星のカービィ ウルトラスーパープププヒーロー プププランドのヒーロー現る!!編』にも登場する。
ギャラクティックナイト
『星のカービィ ウルトラスーパーデラックス』の「メタナイトでゴーDX」のラストボス。四天王3番目の敵。銀河最強の戦士としてその圧倒的な力を恐れられ、封印されていた。
マホロア
声 - 安藤浩和
『星のカービィ Wii』『星のカービィWii デラックス』のラストボス。マスタークラウンを手に入れるため、カービィたちをだまして宇宙船「ローア」を修理させ、ランディアを倒させようと企てた虚言の魔術師。物語当初はカービィと背丈が同じくらいであったが、マスタークラウンの力を得た瞬間巨大で邪悪な姿に変身し、その力で全宇宙を支配すると言い放つ。最初はローアを用いてカービィやランディアとシューティング形式で戦い、ローアを撃破すると本人との決戦が始まる。複数のエネルギー弾を飛ばしたり、地面からトゲを出して攻撃し、ブラックホールや巨大光線といったマルクのような攻撃も行う。撃破寸前まで追い詰めるとスーパー能力を使って破壊しなくてはならないバリアを展開し、ワームホールから雑魚敵を召喚してくる。一度撃破するとマスタークラウンの力を制御しきれなくなってクラウンに飲み込まれ異形と化した第2形態に変身して、第1形態のそれを強化したような攻撃に加え、体力が減るとカービィのスーパー能力を模した強力な攻撃を繰り出すようになる。
マルク同様、カービィの協力者に見せかけた黒幕という展開は当時のプレイヤーに衝撃を与え、以降新たなカービィの仲間が登場するたびに裏切るのではないかと疑うプレイヤーも出てきた。
『カービィハンターズZ』ではよろずやの店主として登場しているほか、翌年発売された『スターアライズ』にもプレイアブルキャラクターとして登場した。
「インサイド」のすししは2017年に寄せた記事の中で、マホロアは擁護しようのない悪党だが憎みきれないと評しており、グッズ化されるなどなぜか人気があると述べている。
漫画『星のカービィ プププヒーロー』ではレギュラーキャラクターとして登場している。
タランザ
『星のカービィ トリプルデラックス』に登場するクモのような魔術師。クィン・セクトニアの側近であり、デデデ大王を勇者と間違えて誘拐し操ったが、直接カービィと戦うことはない。
『みんなで！カービィハンターズZ』ではボスとして登場する。
「インサイド」のすししは2017年に寄せた記事の中で、基本的には悪党だが、物語の展開を考えると複雑な事情があるのだろうとし、25周年イラストもどこか切なかったと述べている。
混魂 ソウル オブ ニル
『星のカービィ スターアライズ』で初登場。エンデ・ニルの体内のコアの部分の強化版。元のエンデ・ニルのコアがピンク色だったのに対し、こちらは水色になっている。マルクや過去作のソウルに似たカッター攻撃が追加され、例の如く既存の攻撃も強化されている。また、2018年11月に行われたアップデートで、更なる強化版「真破神 エンデ・ニル」とそのコア「星誕 ニル」が追加されている。
キャラクターデザインのコンセプトは「謎と不思議を残した集大成」である。
カービィをはじめ、過去作のキャラクターを真似るなど、当時のプレイヤーに衝撃を与えたほか、「ティンクル・ポポ」との関連を考察する者や、このような考察を嫌う者など様々な反響を呼んだ。